# Гачки (Дно)
Гачки — деревня в Дновском районе Псковской области России. Входит в состав городского поселения Дно.

## География
Деревня находится в северо-восточной части Псковской области, в зоне хвойно-широколиственных лесов, при железнодорожной линии Оредеж — Дно I, на расстоянии примерно 8 километров (по прямой) к северо-северо-востоку (NNE) от города Дно, административного центра района. Абсолютная высота — 69 метров над уровнем моря.

### Климат
Климат характеризуется как умеренно континентальный, с пасмурным и влажным летом и умеренно холодной зимой. Средняя многолетняя температура самого холодного месяца (января) составляет −7,7°С, температура самого тёплого (июля) — +17,4°С. Среднегодовое количество осадков — 588 мм.

### Часовой пояс
Деревня Гачки, как и вся Псковская область, находится в часовой зоне МСК (московское время). Смещение применяемого времени относительно UTC составляет +3:00.

## История
До 1 января 2006 года населённый пункт входил в состав Замошской волости, с 2006 по 2015 годы — в состав ныне упразднённой Лукомской волости.

## Население
| 2001 | 2002 | 2010 |
| ---- | ---- | ---- |
| 0    | →0   | →0   |